# Gosibius aberrantus
Gosibius aberrantus är en mångfotingart som beskrevs av Chamberlin 1943. Gosibius aberrantus ingår i släktet Gosibius och familjen stenkrypare. Inga underarter finns listade i Catalogue of Life.